# Ernst Winsauer
Ernst Winsauer (* 27. Februar 1890 in Dornbirn; † 28. November 1962 in Bregenz) war Landeshauptmann Vorarlbergs.

## Leben
Ernst Winsauer besuchte in Dornbirn die Oberrealschule. Während seiner Schulzeit gründete er am 12. Jänner 1907 die KMV Siegberg Dornbirn. Er studierte Chemie an der TH Prag und war seit 1909 Mitglied der katholischen Studentenverbindung KDStV Vandalia Prag. Ab 1925 war er Vizepräsident der Bauernkammer Vorarlbergs. Von 17. Juli 1929 bis 2. Mai 1934 war er Mandatar der Christlichsozialen Partei im Nationalrat.
Am 24. Juli 1934 wurde er mit Zustimmung des Bundeskanzlers Engelbert Dollfuß zum Landeshauptmann ernannt. In dieser Funktion war er auch Mitglied des Länderrats und des Bundestags. Am Abend des 11. März 1938 übertrug er widerstandslos die Amtsgeschäfte an seinen ehemaligen Mitschüler und designierten NSDAP-Gauleiter Anton Plankensteiner. Am 17. März leistete Winsauer den Eid auf Adolf Hitler. Er trat in die Nationalsozialistische Volkswohlfahrt und 1939 die Deutsche Arbeitsfront ein, denen er bis Kriegsende 1945 angehörte. Durch Fürsprache seines Freundes Plankensteiner konnte er in seinen Zivilberuf als Direktor der Chemischen Versuchsanstalt des Landes Vorarlberg in Bregenz zurückkehren.
1945 war Winsauer Bundesrat sowie Unterstaatssekretär für Volksernährung in der Provisorischen Staatsregierung Renner. Bis 1955 war er als Direktor der „Chemischen Versuchsanstalt des Landes Vorarlberg“ in Bregenz tätig.